# Plan pięcioletni (Turcja)
Plan pięcioletni - plan gospodarczy Mustafy Kemala Atatürka na lata 1930–1935, którego głównym założeniem było dążenie do samodzielności gospodarczej Turcji. Część planu została sfinansowana przez ZSRR w nadziei przeciągnięcia Turcji na komunizm. Plan się częściowo udał, rolniczo Turcja była samowystarczalna, jednak wiele artykułów nierolniczych trzeba było sprowadzać z zagranicy.